# Johan Lindroos (ingenjör)
Johan Theodor Lindroos, född 29 november 1867 i Bromarv, död 5 juni 1952 i Helsingfors, var en finländsk industriman.
Lindroos utexaminerades 1887 från Polytekniska institutet, deltog i byggandet av Karelenbanan och tjänstgjorde 1890–1898 som stadsingenjör i Viborg. Han kom 1905 till Lahtis, där han blev delägare i trådrullsfabriken Pallas och 1924 inträdde som delägare i fanerfabriken Fennia Oy. Med tiden övertog Lindroos aktiestocken i båda dessa företag, som han ledde fram till mitten av 1930-talet, då hans söner övertog verksamheten. Lindroos var dessutom verkställande direktör för Oy Wärtsilä Ab 1916–1918, styrelseordförande 1918–1924 och tillhörde ledningen för flera andra storföretag. Lahtis stad, hemsocknen Bromarv och Åbo Akademi fick motta betydande donationer av honom.
Lindroos förlänades bergsråds titel 1942 och blev 1948 hedersdoktor vid Åbo Akademi.